# Alejandro Sepúlveda
Alejandro Sepúlveda Jara es un destacado periodista chileno especializado en meteorología y comunicación científica con más de 20 años de trayectoria en medios de comunicación nacionales, reconocido por su estilo cercano y didáctico en la divulgación de temas climáticos y medioambientales.

### Orígenes y formación
Alejandro Sepúlveda Jara nació en 1976 en Linares, Chile. A los 4 años se trasladó a Yerbas Buenas, donde creció en un entorno rural, lo que despertó desde niño su preocupación por el medio ambiente y la ecología. Realizó sus estudios universitarios en Concepción, donde se formó como periodista y licenciado en comunicación social.

### Trayectoria profesional
Comenzó su carrera en 1996 en la radio de Linares y luego en Concepción. Su primera experiencia en Santiago fue en el año 2000. Entre 2004 y 2017 trabajó en Televisión Nacional de Chile (TVN), inicialmente en el área deportiva y posteriormente en el área de meteorología, desarrollando libretos y conduciendo informes del tiempo. Fue en este periodo cuando se consolidó su pasión por la meteorología y el cambio climático.
Posteriormente, se incorporó a Chilevisión, donde creó la sección Alerta Climática y se destacó por la producción de reportajes ambientales y la redacción de contenido sobre cambio climático, además de su labor como editor y conductor de informes meteorológicos. Aquí combinó su experiencia científica con su capacidad para comunicar de forma sencilla temas complejos, ganándose el reconocimiento público.
En junio de 2023, Alejandro Sepúlveda inició una nueva etapa en el canal Mega, donde actualmente participa en diferentes espacios informativos, incluyendo el matinal "Mucho Gusto" y los principales noticieros de la estación, trabajando junto a Jaime Leyton.

### Estilo y aporte profesional
Alejandro Sepúlveda Jara es reconocido por su estilo claro, cercano y didáctico, que busca "bajar" el lenguaje científico para que la audiencia entienda fenómenos meteorológicos, diferenciando conceptos como lluvia, chubascos, granizo, nubes, entre otros, con un fuerte enfoque también en la crisis climática y la protección del medio ambiente. Su forma de comunicar lo ha hecho muy popular en redes sociales y entre sus televidentes.

### Vida personal
Alejandro Sepúlveda Jara es padre de dos hijos, quienes comparten su preocupación por el medio ambiente y el calentamiento global. Su familia apoya su trabajo y se sienten orgullosos de su compromiso con la divulgación científica y ambiental.